# Pedro Pacheco de Villena
Pedro Pacheco de Villena (ur. 29 czerwca 1488 w La Puebla de Montalbán, zm. 5 marca 1560 w Rzymie) – hiszpański kardynał.

## Życiorys
Był synem markiza Alonsa Téllez Giróna i Maríi Vélez de Guevara; jego bratankiem był kardynał Francisco Pacheco de Toledo. Studiował na uniwersytecie w Salamance, gdzie uzyskał doktorat utriusque iuris. Od 1518 był kapelanem królewskim, a cztery lata później został szambelanem Hadriana VI. Następnie został referendarzem Najwyższego Trybunału Sygnatury Apostolskiej i dziekanem katedry w Santiago de Compostela. 6 września 1532 został wybrany biskupem Mondoñedo. Po pięciu latach, 11 kwietnia 1537 został przeniesiony do diecezji w Ciudad Rodrigo. 21 maja 1539 został biskupem Pampeluny, a 9 stycznia 1545 – biskupem Jaén. Uczestniczył niemal we wszystkich sesjach soboru trydenckiego, z wyjątkiem drugiej i był jednym z pierwszych biskupów, który wszczął dyskusję o Niepokalanym Poczęciu Marii Panny. 16 grudnia 1545 został kreowany kardynałem prezbiterem i otrzymał kościół tytularny S. Balbinae. Od maja 1553 do maja 1555 był wicekrólem Neapolu z nominacji króla Karola V. 30 kwietnia 1554 został biskupem Sigüenzy, którym pozostał do śmierci. Od stycznia 1556 przez dwuletnią kadencję był kamerlingiem Kolegium Kardynałów. 20 września 1557 został podniesiony do rangi kardynała biskupa, otrzymując diecezję suburbikarną Albano, a dwa lata później mianowany inkwizytorem generalnym.